# Novak Radonić
Novak Radonić (Mohol, 1826. március 13. – Kamanc, 1890. július 11.) híres szerb romantikus festőművész és író.

## Élete
Tanulmányait a bécsi Képzőművészeti Akadémián, később Olaszországban végezte.

## Munkássága
Bánsági görögkeleti templomokban ikonokat festett. Művei a bácsszenttamási, adai, handzsai templomokban láthatók.
1860-tól humorisztikus és szatirikus dolgozatokat irt, többek között a Danica, Matica és a Dnevnik lapokba, melyeket 1887-ben összegyűjtve, külön munkában adott ki.

## Külső hivatkozások
- Serbian Culture/Radonic painting